# Maccabi Petach Tikvah
Maccabi Petach Tikvah FC er en israelsk fodboldklub fra byen Petach Tikvah. Klubben spiller i den bedste israelske liga, Ligat ha'Al og har hjemmebane på Winter Stadion. Klubben blev grundlagt i 1912, og har siden da sikret sig tre israelske pokaltitler, mens man fortsat har det første mesterskab til gode.

## Titler
- Israelske pokalturnering (3): 1995, 2000 og 2004